# Pumpspeicherkraftwerk Río Grande
Das Pumpspeicherkraftwerk Río Grande ist ein Pumpspeicherkraftwerk in der Provinz Córdoba, Argentinien. Es besteht aus der Talsperre Cerro Pelado, deren Stausee das Oberbecken bildet, sowie der Talsperre Arroyo Corto, deren Stausee als Unterbecken dient. Die beiden Talsperren und das zugehörige Pumpspeicherkraftwerk werden auch als Wasserkraftwerkskomplex Cerro Pelado (spanisch Complejo hidroeléctrico Cerro Pelado) bezeichnet.
Beide Talsperren liegen am Río Grande. Sie dienen neben der Stromerzeugung auch der Trinkwasserversorgung und der Bewässerung. Erste Studien für das Projekt wurden ab 1970 durchgeführt.

## Talsperre Cerro Pelado
Die Talsperre Cerro Pelado (spanisch Represa Cerro Pelado bzw. Dique Cerro Pelado) bildet das Oberbecken des Pumpspeicherkraftwerks. Mit ihrem Bau wurde 1974 begonnen. Sie ging im Februar 1986 in Betrieb. Die Talsperre und das Wasserkraftwerk sind in Staatsbesitz (Secretaría de Energía de la Nación). Die Konzession für den Betrieb wurde der Empresa Provincial de Energía de Córdoba (EPEC) am 31. März 1996 übertragen.

### Absperrbauwerk
Das Absperrbauwerk ist ein Schüttdamm mit einer Höhe von 104 m über dem Flussbett (maximale Höhe 105 m). Die Dammkrone liegt auf einer Höhe von 880 m über dem Meeresspiegel. Die Länge der Dammkrone liegt bei 410 (bzw. 420) m. Ihre Breite beträgt an der Krone 12 m und an der Basis maximal 531,5 m. Das Volumen des Absperrbauwerks liegt bei 3,676 Mio. m³.
Ein weiterer Nebendamm befindet sich rund 400 m südlich des Hauptdammes. Er hat eine Höhe von 50 (bzw. 57 oder 60) m, eine Länge von 1475 (bzw. 1500) m und ein Volumen von 1,6 Mio. m³. Die Breite des Damms beträgt an der Krone 10 m und an der Basis maximal 326 m.
Die Wehranlage mit den fünf Wehrfeldern liegt zwischen dem Haupt- und dem Nebendamm. Über die Wehranlage können maximal 3285 m³/s abgeleitet werden. Über eine weitere Hochwasserentlastung können zusätzliche 600 m³/s abgeleitet werden.

### Stausee
Das normale Stauziel liegt zwischen 856,2 m und 876 m. Bei einem Stauziel von 876 m erstreckt sich der Stausee über eine Fläche von rund 12,41 km² und fasst 371 Mio. m³ Wasser. Das maximale Stauziel beträgt 877,79 m, das minimale 823 m.

## Talsperre Arroyo Corto
Die Talsperre Arroyo Corto (spanisch Represa Arroyo Corto bzw. Dique Arroyo Corto) bildet das Unterbecken des Pumpspeicherkraftwerks. Mit ihrem Bau wurde 1982 begonnen. Sie ging 1986 in Betrieb. Die Talsperre ist in Staatsbesitz (Secretaría de Energía de la Nación). Die Konzession für den Betrieb wurde der EPEC am 25. April 2001 übertragen.

### Absperrbauwerk
Das Absperrbauwerk ist ein Schüttdamm mit einer Höhe von 43,5 m über dem Flussbett (maximale Höhe 44 m). Die Dammkrone liegt auf einer Höhe von 701 m über dem Meeresspiegel. Die Länge der Dammkrone liegt bei 1528 (bzw. 1600 oder 1616) m. Ihre Breite beträgt an der Krone 12 m und an der Basis maximal 205 m. Das Volumen des Absperrbauwerks liegt bei 2,366 Mio. m³.
Die Wehranlage mit den vier Wehrfeldern liegt auf der linken Seite des Damms. Über die Wehranlage können maximal 3170 (bzw. 3245) m³/s abgeleitet werden.

### Stausee
Das normale Stauziel liegt zwischen 680 m und 691 m. Bei einem Stauziel von 691 m erstreckt sich der Stausee über eine Fläche von rund 3,57 (bzw. 3,94) km² und fasst 30,8 (bzw. 34,47 oder 35) Mio. m³ Wasser. Das maximale Stauziel beträgt 698,5 m, das minimale 672 m.

## Kraftwerk
Das Kraftwerk dient zur Abdeckung von Spitzenlast. Mit seinem Bau wurde 1978 begonnen. Es ging 1986 in Betrieb. Die installierte Leistung beträgt 750 MW. Die durchschnittliche Jahreserzeugung wird mit 970 (bzw. 977, 980 oder 997) Mio. kWh angegeben. Es befindet sich in einer unterirdischen Kaverne (Länge 105 m, Breite 25 (bzw. 27) m, Höhe 50 (bzw. 52) m) bei der Talsperre Cerro Pelado. Die Kaverne liegt 130 m unter dem Flussbett oder 220 (bzw. 226) m unter dem Niveau der Wehranlage. Zwei Druckrohrleitungen mit einer Länge von jeweils 330 m führen von der Talsperre zum Kraftwerk. Nachdem das Wasser die Turbinen des Kraftwerks passiert hat, wird es durch einen Tunnel mit einer Länge von 5800 m in den Stausee Arroyo Corto geleitet.
Die vier Francis-Turbinen leisten jeweils maximal 187,5 MW und die zugehörigen Generatoren jeweils 210 MVA. Die Turbinen wurden von Allis-Chalmers geliefert, die Generatoren von Siemens. Die Nenndrehzahl der Turbinen beträgt 250 min−1. Die Fallhöhe liegt zwischen 162,64 m und 185,1 m. Der Durchfluss beträgt minimal 86 und maximal 500 m³/s. In der Schaltanlage wird die Generatorspannung von 16,5 kV mittels Blocktransformatoren auf 500 kV hochgespannt.
Alle Turbinen können als Pumpturbinen betrieben werden; im Pumpbetrieb können maximal 330 (bzw. 350) m³/s befördert werden. Für den Pumpbetrieb werden pro Jahr durchschnittlich 1,18 Mrd. kWh benötigt.

## Sonstiges
Die Kosten für das Projekt werden mit 1 Mrd. USD angegeben.